# Simulium mengense
Simulium mengense es una especie de insecto del género Simulium, familia Simuliidae, orden Diptera.
Fue descrita científicamente por Vajime & Dunbar, 1979.